# راهی به بالا نیست
راهی به بالا نیست (به انگلیسی: No Way Up) یک فیلم دلهره‌آور محصول ۲۰۲۴ به کارگردانی کلودیو فا و نویسندگی اندی میسون است. سوفی مک اینتاش، ویل آتنبرو، جرمیاس آمور، مانوئل پاسیفیک، گریس نتل، فیلیس لوگان و کالم مینی در این فیلم به ایفای نقش پرداخته‌اند.
این فیلم در ۱۲ فوریه ۲۰۲۴ در بریتانیا و در ۱۶ فوریه ۲۰۲۴ در آمریکا منتشر شد.

## داستان
هواپیمایی درون دریا سقوط می‌کند و بازماندگان که زیر آب گرفتار شده‌اند، باید در میان هجوم کوسه‌های گرسنه راه نجاتی به بیرون پیدا کنند.

## فیلمبرداری
فیلمبرداری اصلی در لندن انجام شد و در می ۲۰۲۲ تکمیل شد.